# Gewannflur
Een gewannflur is een verkavelingsvorm die zich kenmerkt door "blokvormig verkavelde open akkercomplexen". Het betreft hier een relatief grootschalige blokverkaveling (eigenlijk een blok-strookverkaveling), waarbij de blokken in kleinschalige stroken zijn onderverdeeld. De Engelse term is open field.
Gewannfluren zijn vooral te vinden in vruchtbare regio's. Ze zijn te onderscheiden van esverkavelingen, die slechts een kleiner, omheind en doorgaans extra goed bemest deel van een minder vruchtbare streek omvatten.
Gewannfluren waren behalve in Centraal-Europa, Noord-Frankrijk en Engeland ook in Zuid-Limburg te vinden.